# أحمد سانتوس
أحمد سانتوس (Ahmed Santos، اسمه الأصلي Hilarion del Rosario) مسلم فلبيني. هو مؤسس حركة راجا سليمان الإسلامية، واتهم من قبل أكثر من جهة بالانتماء إلى منظمات إرهابية. دخل في الإسلام عندما كان يشتغل في الرياض عام 1991.